# Myles Garrett
Myles Lorenz Garrett (* 29. Dezember 1995 in Arlington, Texas) ist ein US-amerikanischer American-Football-Spieler auf der Position des Defensive Ends. Er spielt für die Cleveland Browns in der National Football League (NFL). Im NFL Draft 2017 wurde er als erster Spieler insgesamt ausgewählt.

## College
Garrett spielte von 2014 bis 2016 an der Texas A&M University bei den Texas A&M Aggies.

### College-Statistiken
| 2014                         | Texas A&M | 11 | 26 | 23 | 11,0 | 0 | 0 | 0 | 0 | 1 | - | - | - | - |
| 2015                         | Texas A&M | 13 | 37 | 22 | 11,5 | 1 | 4 | 0 | 4 | 2 | 5 | 0 | 0 | 0 |
| 2016                         | Texas A&M | 10 | 18 | 15 | 8,5  | 0 | 0 | 0 | 0 | 2 | 2 | 1 | 0 | 0 |
| Karriere                     | Total     | 48 | 81 | 60 | 31,0 | 1 | 4 | 0 | 4 | 5 | 7 | 1 | 0 | 0 |
| Quelle: sports-reference.com |           |    |    |    |      |   |   |   |   |   |   |   |   |   |

## NFL

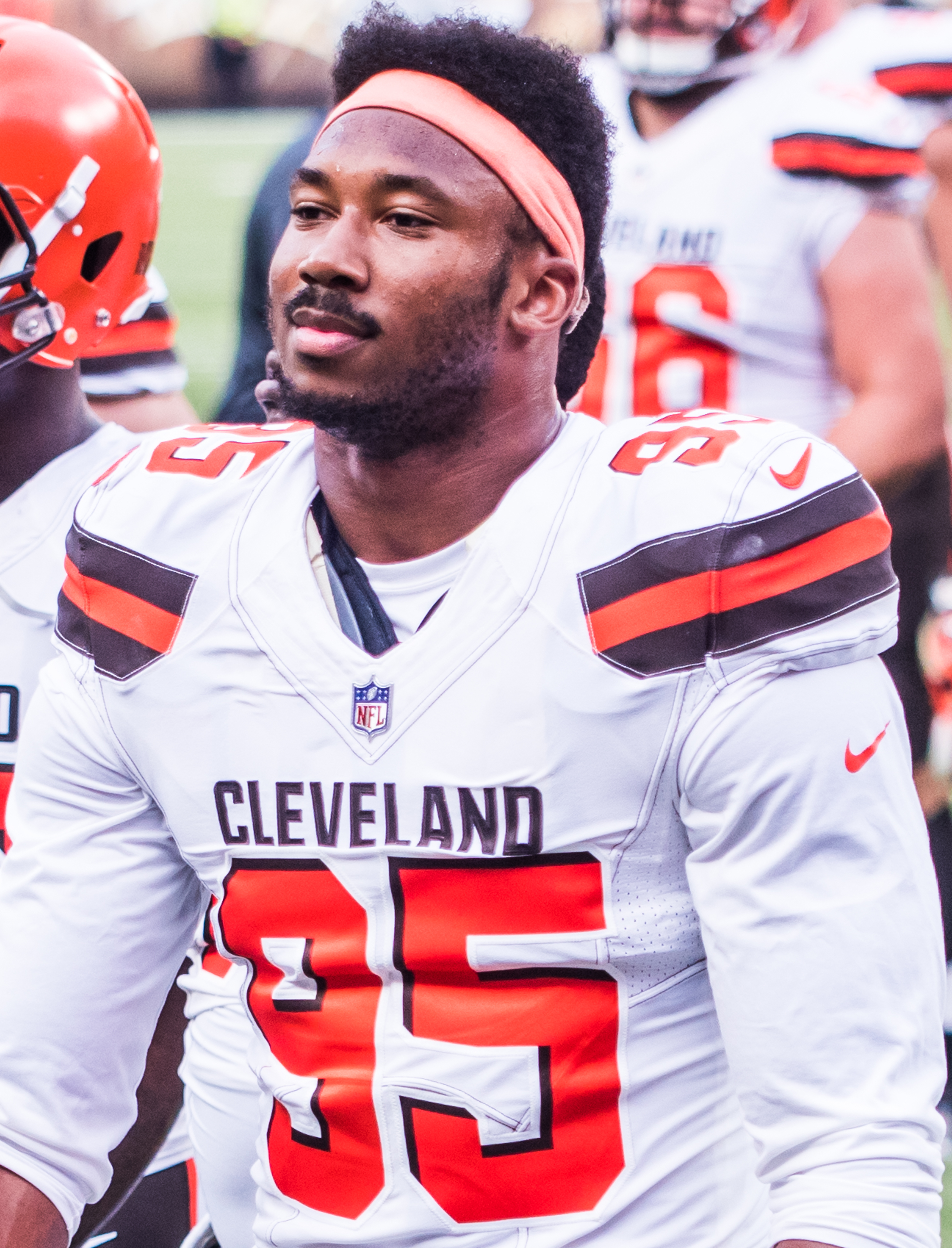
Myles Garret 2018 bei einem Preseason-Spiel gegen die Buffalo Bills

Garrett wurde im NFL Draft 2017 als 1. Spieler in der ersten Runde von den Cleveland Browns ausgewählt. Er unterschrieb am 19. Mai 2017 seinen Rookie-Vertrag bei den Browns mit einem garantierten Gehalt von 30,4 Mio. US-Dollar.
Nachdem er verletzungsbedingt die ersten vier Saisonspiele verpasste, gelangen ihm bei seinem Saisondebüt in Woche 5 gegen die New York Jets gleich zwei Quarterback-Sacks. Obwohl er aufgrund weiterer Verletzungen nur 11 der 16 Regular-Season-Spiele bestreiten konnte, hatte er teamintern die meisten Sacks zu verzeichnen. Für die kommende Saison wählten seine Teamkameraden ihn zum Kapitän der Defensive.
Der endgültige Durchbruch gelang ihm 2018, wo er alle 16 Spiele als Starter bestritt. Seine 13,5 Sacks waren ligaweit die sechstmeisten und die zweitmeisten eines Spielers der Browns in einer Saison. Mit 20,5 Sacks in den ersten beiden Spielzeiten stellte er einen neuen Franchise-Rekord auf. Dies brachte ihm seine erste Nominierung für den Pro Bowl ein.
Beim 21:7-Sieg der Browns im Thursday Night Game gegen den Divisionsrivalen Pittsburgh Steelers am 11. Spieltag der Saison 2019 wurde Garrett kurz vor Spielende des Feldes verwiesen, weil er dem gegnerischen Quarterback Mason Rudolph den Helm vom Kopf gerissen und ihm den Helm auf den Kopf geschlagen hatte. Kurz darauf wurde Garrett auf unbestimmte Zeit gesperrt, wobei diese Sperre mindestens bis zum Saisonende dauern sollte. Nach Saisonende wurde die Sperre am 12. Februar 2020 aufgehoben.
Am 27. April 2020 zogen die Browns die Teamoption auf ein fünftes Vertragsjahr, kurz darauf unterschrieb er eine Vertragsverlängerung über fünf Jahre mit einem Volumen von 125 Millionen US-Dollar. Damit war er kurzzeitig der bestbezahlte Defensivspieler der NFL, bevor dieser Rekord durch die Verlängerung von Joey Bosa gebrochen wurde.
Nach der Saison wurde er für seine Leistungen in den Pro Bowl und in das First-Team All-Pro gewählt.